# 阿根廷鎮區 (密歇根州)
阿根廷鎮區（英語：Argentine Township）是位於美國密歇根州傑納西縣的一個行政鎮區。

## 地方資料
阿根廷鎮區的面積為94.10平方千米，當中陸地面積為91.00平方千米，而水域面積為3.10平方千米。根據2020年美國人口普查的數據，當地共有人口7091人，而人口密度為每平方千米75.36人。